# Nanjangud
Nanjangūd är en ort i Indien.   Den ligger i distriktet Mysore och delstaten Karnataka, i den södra delen av landet, 1 800 km söder om huvudstaden New Delhi. Nanjangūd ligger 666 meter över havet och antalet invånare är 50 243.
Terrängen runt Nanjangūd är platt. Runt Nanjangūd är det tätbefolkat, med 442 invånare per kvadratkilometer. Nanjangūd är det största samhället i trakten. Omgivningarna runt Nanjangūd är en mosaik av jordbruksmark och naturlig växtlighet.